# Tuncel Kurtiz
Tuncel Tayanç Kurtiz (* 1. Februar 1936 in Bahçecik, Kocaeli; † 27. September 2013 in Istanbul) war ein türkischer Film- und Theaterschauspieler und -regisseur, der in zahlreichen internationalen Produktionen mitgewirkt hat.

## Leben
Kindheit und Jugend verbrachte Kurtiz aufgrund der wechselnden Arbeitsstellen seines Vaters an Orten wie Kırıkkale, Reşadiye, Kandıra, Posof, Ayvalık, Michigan, Detroit, New York, Silifke, Darbogaz und Istanbul. Als Kurtiz 14 Jahre alt war, ließ sich die Familie in Edremit nieder. Das Gymnasium besuchte Kurtiz in Istanbul. Auf der Universität lernte er im Jahr 1957 seinen späteren Filmpartner Yılmaz Güney kennen.
Kurtiz wurde am 27. September 2013 tot in seiner Wohnung im Istanbuler Stadtteil Beşiktaş aufgefunden. Am 29. September wurde Kurtiz in einem Friedhof bei Edremit in der Provinz Balıkesir beigesetzt. Er war mit Mened Kurtiz verheiratet.

### Kurtiz als Künstler

#### Beim Theater
Ab 1958 war der Sohn eines Beamten und einer Lehrerin, der zum Studieren nach Istanbul gekommen war, auf verschiedenen staatlichen und privaten Istanbuler Bühnen zu sehen. In späteren Phasen seiner Theater- und Filmkarriere spielte er am Göteborger Stadttheater und am Königlichen Theater Stockholm, an der Berliner Schaubühne und den Stadttheatern Frankfurt am Main und Hamburg sowie am Peter Brook Shakespeare Royal Theatre in England. In Deutschland war Kurtiz außerdem als Regisseur bei dem frühen deutsch-türkischen Theaterprojekt der Berliner Schaubühne Türkisches Ensemble tätig.

#### Beim Film
Seine erste Filmrolle erhielt Kurtiz 1964 in dem türkischen Film Şeytanın Uşakları (Die Diener des Teufels). Kurtiz war seit seiner Studien- und Militärzeit mit Yılmaz Güney befreundet und spielte in einer Anzahl seiner Filme mit. 1975 spielte er in der Tatort-Folge „Tod im U-Bahnschacht“ mit, welche in West-Berlin spielte, und verkörperte dort einen türkischen Schwerverbrecher. Von Schweden aus drehte der Schauspieler 1978 selbst einen Dokumentarfilm über die sogenannte Gastarbeiterroute, die bis 1985 als E 5 bezeichnet wurde, und u. a. türkische Arbeitsmigranten, bevor Flüge erschwinglicher wurden, mit ihrer Heimat verband. Als Drehbuchautor betätigte sich Kurtiz bei Erden Kirals Fernsehverfilmung von Orhan Kemals sozialkritischem Roman Das fruchtbare Land (1980).
Als Schauspieler war Kurtiz außer in türkischen und deutschen Filmproduktionen auch in schwedischen, niederländischen, italienischen, französischen, britischen, israelischen und indischen zu sehen, in denen er meist in der Landessprache spielte.
In seiner letzten Rolle in der Serie Muhteşem Yüzyıl spielte er den geistlichen Richter Ebussuud Efendi, starb jedoch bevor die Produktion der Serie abgeschlossen wurde.

## Filmografie (Auswahl)

### Filme
- 1974: Otobüs
- 1975: Tatort: Tod im U-Bahnschacht
- 1978: Sürü – Die Herde
- 1980: Das Fruchtbare Land
- 1981: Kleiner Mann was tun
- 1983: Die Mauer
- 1989: Im Wettlauf mit dem Tod
- 1990: Der Schutzengel
- 1990: Zeit der Rache
- 1990: Die Hallo-Sisters
- 1993: Dunkle Schatten der Angst
- 1996: Cemile oder Das Märchen von der Hoffnung
- 1998: Hoşcakal Yarın – Lebewohl Morgen
- 2000: Kumru
- 2001: Der Wasserfall
- 2007: Auf der anderen Seite
- 2008: Jack Hunter und die Suche nach dem Grab des Pharao
- 2013:  Mutlu Aile Defteri

### Serien
- 2008: Asi
- 2009: Ezel
- 2012: Muhteşem Yüzyıl